# 벨하 신앙고백서
벨하 신앙고백서(Belhar Confession, Belydenis van Belhar)는 1982년에 아프리칸스어 로 작성된 기독교 신앙 선언문이다. 1986년 남아프리카 공화국의 네덜란드 개혁 선교 교회 (DRMC)에서 (적은 수정후에) 신앙 고백으로 채택되었다.

## 주제
벨하 신앙고백서에 따르면, 일치는 교회의 선물이자 의무이다. 이 일치는 원래 서로 다른 인종의 기독교인 사이의 비 분리를 언급했지만, 1994년 남아프리카 연합 개혁 교회 (URCSA)가 설립 된 후 "일치"라는 단어는 교파의 관리적 구조들안에서 사역적 일치를 의미하게 되었다.
벨하 신앙고백서의 또다른 주제는 화해와 하나님의 정의이다. 하나님은 궁핍한 사람들, 가난한 사람들, 왜곡된 사람들의 하나님이다. 이런 이유때문에 교회는 고통속에 있는 사람들 편에 있어야 한다고 한다. 개인주의, 인종차별주의는 죄이며 모든 분리주의는 원수와 증오를 만든다고 한다.

## 벨하 신앙고백서
아래는 류호준 박사가 번역한 벨하 신앙고백서이다.(DIE BELYDENIS 1986 NG Sendingkerk in SA Bybelse versoening en 'n statutêr geskeide gemeenskap)
1986년 9월
1. 우리는 아버지, 아들, 성령이신 삼위일체 하나님을 믿습니다. 그는 말씀과 성령으로 교회를 모으시고 보호하시고 돌보십니다. 하나님은 세상의 시작부터 이 일을 해오셨고 세상 끝날까지 하실 것입니다.
2. 우리는 하나의 거룩하고 보편적인 기독교회와 온 인류로부터 불러내신 성도들의 교제를 믿습니다.
• 우리는 그리스도의 화해의 사역이 하나님과 화해하고 서로에게 화해한 신자들의 공동체로서 교회 안에 나타나신바 되었음을 믿습니다(엡 2:11-22).
• 그러므로 하나됨은 예수 그리스도의 교회에게 주어진 선물인 동시에 의무이기도 합니다. 또한 하나님의 영의 일하심을 통해 이 하나됨은 서로를 묶는 힘이며 동시에 열렬하게 추구하고 찾아야 하는 실체이기도 합니다. 하나님의 백성은 이 하나됨을 이루기 위해 지속적으로 세워져가야 합니다(엡 4:1-16).
• 이 하나됨은 가시(可視)적이어야 합니다. 그러므로 세상은 사람들을 나누고 그룹들을 나누는 분리와 적대감과 증오가 그리스도께서 이미 정복하신 죄라는 것을 믿도록 해야 합니다. 따라서 이 하나됨을 위협하는 것이 어떤 것이든지 상관없이 교회 안에 있어서는 안 되며 반드시 그것들을 저항해야 합니다(요한 17:20-23).
• 하나님의 백성의 이러한 하나됨은 다양한 방식으로 나타나야하고 적극적으로 활동적이어야 합니다. 다양한 방식들 가운데는 다음과 같은 것들이 있습니다. 서로를 사랑하고, 서로가 공동체를 경험하고 실행하고 추구하고, 서로에게 유익하고 복이 되기 위해 자발적이고 즐거운 마음으로 우리 자신들을 내어 주고, 같은 한 신앙을 공유하고, 같은 한 소명을 지니고, 같은 한 마음과 같은 한 뜻을 품고, 같은 한 하나님과 아버지를 모시고, 같은 한 성령으로 채움을 입고, 같은 한 세례로 세례를 받고, 같은 한 떡을 먹고 같은 한 잔을 마시고, 같은 한 이름을 고백하고, 같은 한 주님께 순종하고, 같은 한 목적을 위해 일하고 같은 한 소망을 나누고, 같이 그리스도의 사랑의 높이와 너비와 깊이를 알게 되고, 같이 그리스도 되심에 까지, 새로운 인간됨에까지 세워지고, 같이 서로의 짐들을 알아 짊어짐으로 그리스도의 법을 성취하며, 서로를 권면하고 위로함으로써 우리가 서로를 필요로 하고 서로를 세워주게 되고, 우리가 의를 위해 함께 고난을 당하고, 함께 기도하고, 이 세상에서 같이 하나님을 섬기고, 이 하나됨을 위협하거나 방해하는 모든 것들에 대항하여 같이 싸우는 것입니다 (빌 2:1-5; 고전 12:4-31; 요한 13:1-17; 고전 1:10-13; 엡 4:1-6; 엡 3:14-20; 고전 10:16-17; 고전 11:17-34; 갈 6:2; 고후 1:3-4).
• 이 하나됨은 강압적으로가 아니라 오직 자유 안에서만 수립될 수 있습니다. 다양한 영적 은사들, 기회들, 배경들, 확신들, 또한 다양한 언어들과 문화들은 그리스도 안에서 이루어진 회해 때문에 서로를 섬기기 위한 기회들이며 하나님의 가시적 백성 안에 풍요가 됩니다(롬 12:3-8; 고전 12:1-11; 엡 4:7-13; 갈 3:27-28; 야고보 2:1-13).
• 예수 그리스도에 대한 참된 믿음만이 이 교회의 멤버(지체)가 될 수 있는 유일한 조건입니다.
그러므로
• 우리는 자연적 다양성을 절대화 하거나, 사람들을 나누는 죄악된 분리를 절대화하는 가르침들을 배격합니다. 이러한 절대화는 교회의 가시적이고 활동적인 하나됨을 방해하거나 깨뜨리며 심지어 분리된 교회를 만들어 정당화하는 길로 인도합니다.
• 한편으로는 동일한 고백을 하는 신자들이 실제로는 다양성이라는 미명아래 서로에게서 소원(疏遠)하게 되어 더 이상 화해 할 수 없는 지경에 있으면서도 말로는 이러한 영적 하나됨은 평화의 결속 안에서만 진정으로 유지된다고 고백하는 그 어떠한 가르침도 우리는 배격합니다.
• 값으로 매길 수 없는 이러한 가시적 하나됨을 열렬하게 추구하기를 거절하는 것이 죄라고 말하는 것을 부인하는 그 어떠한 가르침도 우리는 배격합니다.
• 혈통적 요소나 그 어떠한 인간적 혹은 사회적 요소가 교회의 지체됨을 결정하는데 고려사항이 되어야 한다고 명시적으로든지 암시적으로든지 주장하는 어떠한 가르침도 우리는 배격합니다.
3. 우리는 믿습니다.
• 하나님은 예수 그리스도 안에서 그리고 예수 그리스도를 통하여 교회에게 화해의 메시지를 위탁하셨음을 우리는 믿습니다. 또한 우리는 교회가 이 세상의 소금과 빛으로 부르심을 받았다는 것을 믿습니다. 또한 우리는 교회가 평화를 만드는 자이기 때문에 복이 있다고 하셨음을 믿습니다. 또한 우리는 교회는 말씀과 행동을 통해 의로움이 거하는 새 하늘과 새 땅에 대해 증언 하는 증인임을 믿습니다 (고후 5:17-21; 마태 5:13-16; 마태 5:9; 벧후 3:13; 계 21–22장).
• 우리는 생명을 주시는 하나님의 말씀과 성령이 죄와 사망의 세력들을 이미 정복하셨으며 따라서 불화와 증오와 비정함과 적대감의 세력들도 정복하셨음을 믿습니다. 우리는 생명을 주시는 하나님의 말씀과 성령이 교회로 하여금 사회와 세상을 위한 생명의 새로운 가능성들을 열어놓을 수 있는 새로운 순종 가운데 살게 하실 것을 믿습니다. (엡 4:17–-6:23, 롬 6; 골 1:9-14; 골 2:13-19; 골 3:1–-4:6).
• 우리는 이 메시지가 기독교인이라고 고백하면서도 인종적 근거에 의해 사람들을 강제적으로 나누어 소외와 증오와 적대감을 증진하고 영속화하는 땅에서 이 메시지의 신뢰성이 심각하게 영향을 받고 이 메시지가 주는 혜택의 사역이 방해를 받는다고 믿습니다.
• 우리는 복음에 호소하면서 그러한 강요된 차별을 정당화 하려들고, 또 순종과 화해로 가는 길에 과감하게 나가지 못하고 오히려 편견과 두려움과 이기주의와 불신에서 화해하는 복음의 능력을 부인하는 어떤 가르침도 이데올로기며 그릇된 교리라고 믿습니다.
그러므로
• 우리는 그러한 환경에서 복음의 이름으로나 하나님의 뜻을 들먹이면서 사람들을 인종이나 피부색에 근거하려 사람들을 억지로 나누고 따라서 사전에 그리스도 안에서 화해의 사역과 경험들을 방해하거나 약화시키는 그 어떤 가르침도 배격합니다.
4. 우리는 믿습니다.
• 우리는 하나님께서 자신을 사람들 사이에 정의와 참된 평화가 있기를 바라시는 분으로 드러내셨다고 믿습니다.
• 우리는 불의와 반목으로 가득한 세상에서 하나님은 특별한 방식으로 버림받은 자들과 가난한 자들과 억울한 자들의 하나님이심을 믿습니다.
• 우리는 하나님께서 교회를 불러 이 일에 자기를 따르라고 하셨음을 믿습니다. 왜냐하면 하나님은 억눌림을 받는 자에게 정의를 주시고 배고픈 자에게 먹을 것을 주시기 때문입니다.
• 우리는 하나님께서 옥에 갇힌 자를 풀어주시고 앞을 못 보는 자에게 시력을 회복시켜 주심을 믿습니다.
• 우리는 하나님께서 짓밟힌 자들을 격려해 주시고 이방인을 보호하시며 고아들과 과부들을 도우시며 경건하지 못한 자들의 가는 길을 막는다는 것을 믿습니다.
• 우리는 하나님에게 순전하고 깨끗한 종교는 고아와 과부들이 고난 가운데 있을 때 찾아가는 것이라고 믿습니다.
• 우리는 하나님께서 교회에게 착한 일을 행하고 옳은 것을 찾기를 가르치시기를 원하신다고 믿습니다. (신 32:4; 누가 2:14; 요한 14:27; 엡 2:14; 사 1:16-17; 야고보 1:27; 야고보 5:1-6; 누가 1:46-55; 누가 6:20-26; 누가 7:22; 누가 16:19-31; 시 146; 누가 4:16-19; 롬 6:13-18; 암 5장)
• 그러므로 교회는 어떤 형태든 상관없이 고통이나 궁핍 가운데 있는 사람들 곁에 서 있어야한다고 우리는 믿습니다. 이것이 뜻하는 바는 무엇보다도 교회는 어떤 형태든 불의에 대항하여 증인이 되어야 한다는 것입니다. 그렇게 함으로써 정의가 하수 같이 흐르고 공의가 끊임없이 흐르는 시내처럼 되어야 할 것입니다.
• 우리는 하나님의 소유로서 교회는 주님이 서 계신 곳에 언제나 서 있어야 한다고 믿습니다. 즉 불의에 대항하여야 하고 억울한 사람들과 함께 있어야 합니다. 우리는 그리스도를 따르는 일에 있어서 교회는 이기적으로 자신들만의 이익들을 추구하고 따라서 다른 사람들을 통제하고 해를 끼치는 모든 힘 있는 자들과 특권계급의 사람들에 대항하여 증언해야 합니다.
그러므로
• 우리는 온갖 형태의 불의들을 정당화시키려는 어떤 이데올로기도, 또한 복음의 이름으로 그러한 이데올로기에 저항하려 들지 않는 어떤 가르침도 배격합니다.
5. 비록 세상 권세들과 인간의 법들이 혹이라도 이 모든 것들을 금지하거나 그에 복종하지 않는다고 형벌과 고난을 준다고 해도, 우리는 교회의 유일한 머리이신 예수 그리스도께 순종함으로, 교회는 이 모든 것들을 고백하고 행하도록 부르심을 받았음을 믿습니다(엡 4:15-16; 행전 5:29-33; 벧전 2:18-25; 벧전 3:15-18).
예수는 주님이십니다.
한분 유일하신 하나님이신 아버지와 아들과 성령에게
존귀와 영광이 영원이 있을찌로다. 아멘.